# Hells Gate State Park
Hells Gate State Park è un parco statale situato nel Idaho (Stati Uniti d'America) alle porte del Hells Canyon, il più profondo canyon in Nord America. Il canyon è stato scolpito dal fiume Snake. Hells Gate il parco statale meno elevato dell'Idaho, a 223 m sopra il livello del mare. Il parco è stato itstituito nel 1973.